# Montclard
Montclard é uma comuna francesa na região administrativa de Auvérnia-Ródano-Alpes, no departamento de Alto Loire. Estende-se por uma área de 9,57 km². Em 2010 a comuna tinha 55 habitantes (densidade: 5,7 hab./km²).